# Kontekst
Kontekst betyder sammenhæng. Der skelnes oftest mellem flere forskellige former for kontekst:
- En verbal eller sproglig kontekst er den sproglige sammenhæng et udtryk forekommer i, der dermed giver ordet en bestemt betydning.
- Kontekst er også i bredere forstand en sammenhæng, hvori noget finder sted. Dette kan omfatte den givne politiske, samfundsøkonomiske eller kulturelle situation eller andre faktorer, der har indflydelse på, eller som kan forklare, en given begivenhed.

## Sproglig kontekst og kontekst i bred forstand
Ords betydning kan som nævnt tidligere afhænge af den sproglige kontekst, ordet bruges i. Ordet for har tre vidt forskellige betydninger i de tre sætninger:
- "Gør det for din egen skyld"
- "Jeg for igennem rummet"
- ''Hestene blev spændt for vognen"

I det første eksempel fungerer ordet som del af et adverbialled (biled), der er med til at beskrive, hvorfor eller hvordan personen, udsagnet retter sig imod, skal gøre et eller andet. I det andet eksempel er det præteritumformen af at fare og fungerer som verbum (udsagnsord), der beskriver handlingen jeg'et foretager. I det tredje eksempel fungerer det som præposition (forholdsord), der angiver hestenes placering i forhold til vognen.
Et andet eksempel er sætningen:
- "Kommunister er røde"

Dette udsagn vil som regel ikke betyde, at den, som fremsætter påstanden, mener, at kommunister fysisk har farven rød, men det er en henvisning til farven rød som socialismens farve. Kommunismen er en gren af socialismen. Hvis man antager, at sætningen fremføres i et vestligt land med en socialistisk bevægelse, vil det da være den sociale, historiske eller kulturelle kontekst, der påvirker ordet røds sproglige betydning, for rent sprogligt betyder sætningen jo én ting: Og det er, at kommunister er røde. Her er der således tale om en konnotation til ordet rød, der igen afspejler ytringens kulturelle kontekst.
For at præsentere et eksempel, der beskriver en mere klart ikke-sprog kontekst, kan man forklare skønlitterære tekster fra perioden 1945-1990, der skildrer eller udtrykker bekymring for scenarier som atomkrig, med deres historiske kontekst, som naturligvis er Den Kolde Krig, der blandt andet var præget af et våbenkapløb mellem vestlige liberale demokratier med USA i spidsen og kommunisterne i Sovjetunionen. Der er dermed tale om en politisk, historisk eller i bred forstand social kontekst, som værkerne må ses i, og som kan forklare forfatterens fascination med en forestående udslettelse.
Som et sidste eksempel på en ikke-sproglig kontekst kan man bringe en tænkt situation hvor Kain slår Abel. Umiddelbart går de færreste samfund ind for vold, men samtidigt er der undtagelser til denne hovedregel, hvor omgivelserne ville anerkende eller ligefrem opfordre til brugen af vold. Disse undtagelser er alle som en forankrede i handlingens kontekst. Handlede Kain i selvforsvar, overfaldt han Abel eller deltog de to i en boksekamp mod hinanden? I det første og i det sidste tilfælde ville kontekst, her forstået som de nærmere omstændigheder omkring handlingen, retfærdiggøre Kains handling.